# Philip Bohlman
Philip Vilas Bohlman (né le 8 août 1952) est un ethnomusicologue américain.

## Biographie
Il est professeur distingué Ludwig Rosenberger en histoire juive, musique et sciences humaines à l'Université de Chicago et professeur invité à la Hochschule für Musik und Theater (Hanovre). À Chicago, Bohlman fait partie du corps enseignant du département d'études germaniques, du Mary Marty Center for the Advanced Study of Religion, du Center for Jewish Studies, du Center for European and Russian/Eurasian Studies, de la Divinity School et du Scherer Center for the Study of American Culture. Bohlman a été professeur invité dans de nombreuses universités, notamment l'Université de Californie à Berkeley, l'Université de Fribourg, l'Université de Vienne et l'Université Yale, entre autres. Bohlman obtient son doctorat de l'Université de l'Illinois en 1984 et enseigne à Chicago depuis 1987.
Les recherches de Bohlman sont financées par la Fondation Alexander-von-Humboldt et comprennent souvent des travaux de terrain à Calcutta et à Bénarès, en Inde, et dans toute l'Allemagne et dans les communautés musulmanes d'Europe. Les recherches de Bohlman portent sur la musique juive et la modernité. Bohlman se consacre également fréquemment à des études approfondies sur le Concours Eurovision de la chanson.
Bohlman est également le directeur artistique de la « New Budapest Orpheum Society » à l’Université de Chicago. Dans le cadre de son travail avec ce groupe, l'Université d'Oxford décerne le prix Donald Tovey 2009 à Bohlman et Christine Wilkie Bohlman. Bohlman devient membre de l'Académie américaine des arts et des sciences en 2011 et de la British Academy en tant que membre correspondant en 2007. En 1997, il est le premier ethnomusicologue à recevoir la médaille Edward J. Dent de la Royal Musical Association, et reçoit également le prix de Berlin de l'Académie américaine de Berlin en 2003, le prix Derek Allen de la British Academy en 2007 et un prix de la faculté pour l'excellence de l'enseignement supérieur de l'Université de Chicago en 1999. Bohlman est président de la Société d'ethnomusicologie de 2005 à 2007. En 2014, l'Université de Kassel lui décerne la chaire Rosenzweig. En 2022, il reçoit le prix Balzan d'ethnomusicologie.